# Ferdinand Marcos
Ferdinand Emmanuel Edralín Marcos (født 11. september 1917, død 28. september 1989) var den tiende præsident for Filippinerne, fra 1965 til 1986. I 1972, erklærede han undtagelsestilstand,som tillod ham at blive i embedet indtil han ophævede den i 1981. Marcos blev valgt det samme år til endnu en fuld præsidentperiode, som dog var plaget af personlig sygdom, uduelig regeringsførelse, politisk undertrykkelse, menneskerettighedsbrud og omfattende korruption . I 1986, blev han genvalgt for fjerde gang i et omdiskuteret lynvalg. Som et resultat af utilfredshed blev han væltet fredeligt samme år af "People Power" i EDSA Revolutionen.
Han var gift med Imelda Marcos indtil sin død.